# Priperia bicolor
Priperia bicolor Simon, 1904 è un ragno appartenente alla famiglia Linyphiidae.
È l'unica specie nota del genere Priperia.

## Distribuzione
La specie è stata rinvenuta sulle isole Hawaii.

## Tassonomia
Dal 1904 non sono stati esaminati esemplari, né sono state descritte sottospecie al 2012.